# Greccio
Greccio is een gemeente in de Italiaanse provincie Rieti (regio Latium). Gelegen op een rotsachtige helling van de berg Lacerone werd het voor het eerst als Grezze genoemd in teksten uit de 11e eeuw. Hoewel dit middeleeuwse stadje enkele interessante kunstwerken huisvest, is het vooral bekend om het feit dat de heilige Franciscus van Assisi hier in 1223 de eerste 'levende kerststal' bouwde. Sinds die tijd is deze vorm van kerststal een wijdverbreide traditie in talloze landen geworden.

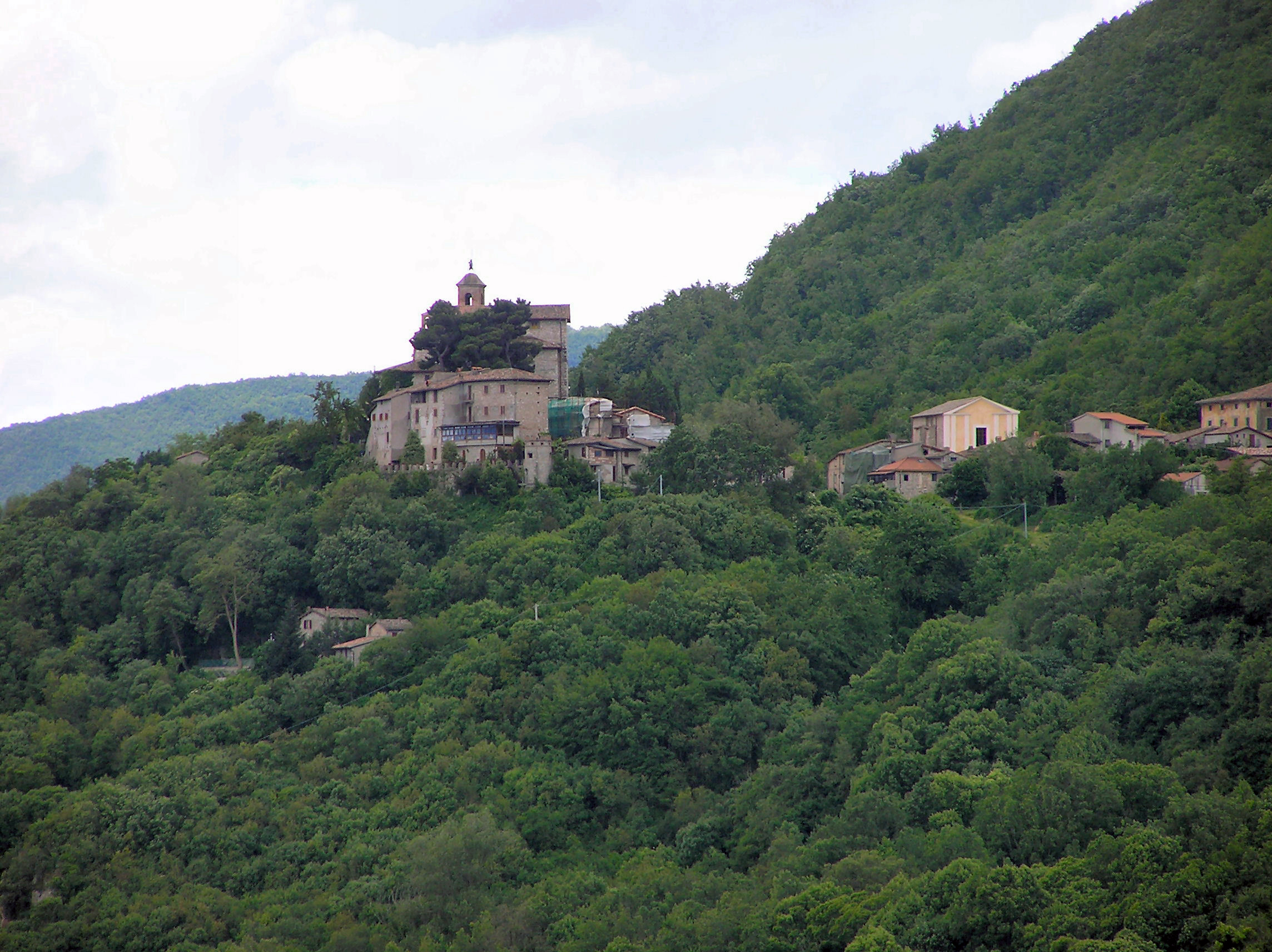
Greccio
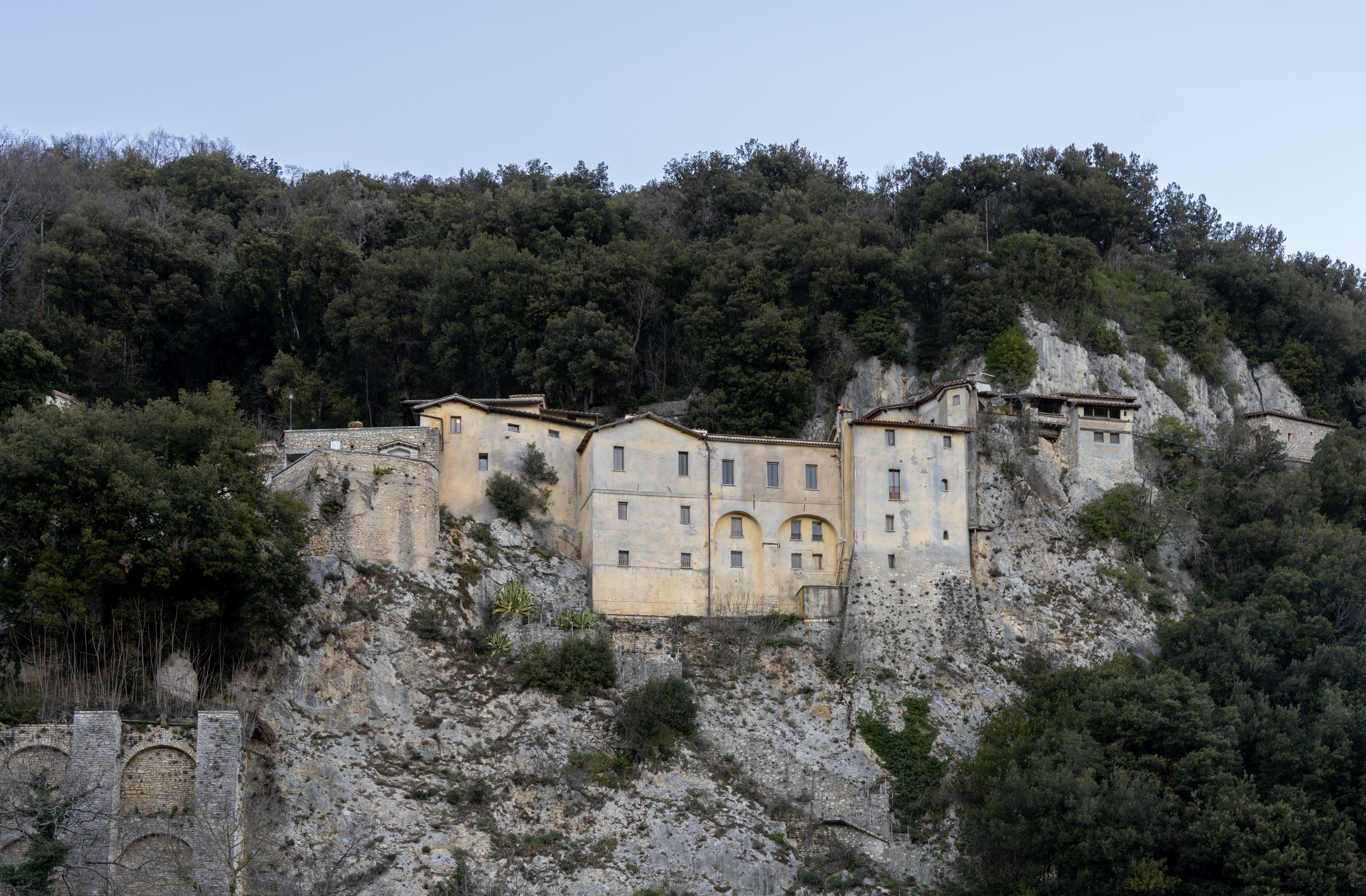
Greccio
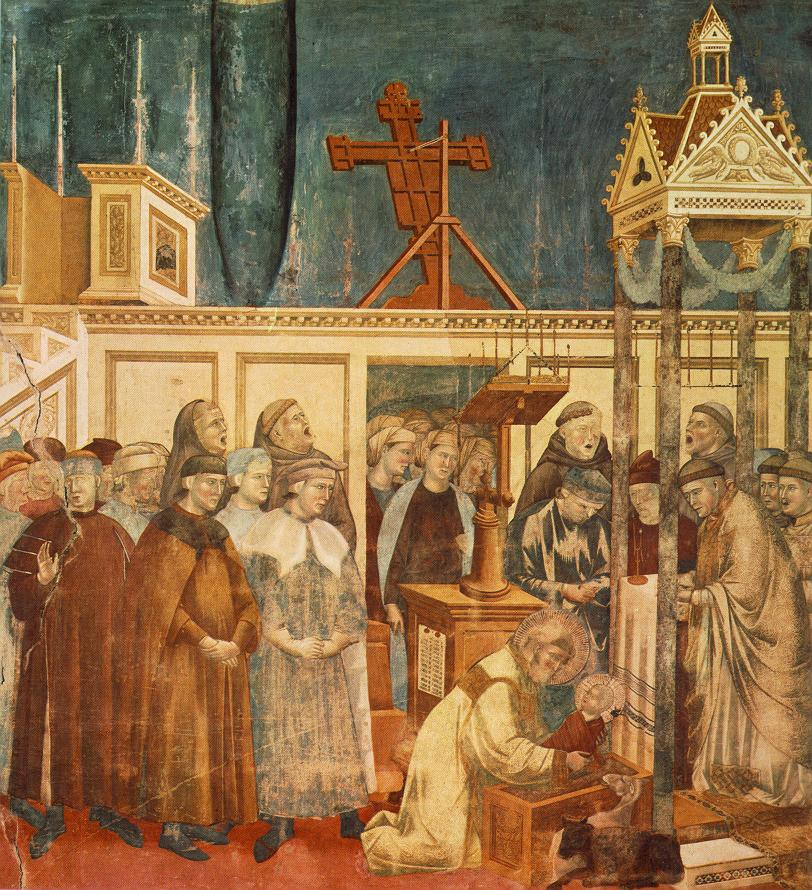
Artistieke verbeelding van de legende van Franciscus' levende kerststal in Greccio

## Demografie
Greccio telt ongeveer 664 huishoudens. Het aantal inwoners daalde in de periode 1991-2001 met 2,7% volgens cijfers uit de tienjaarlijkse volkstellingen van ISTAT.
| Jaar | Inwoneraantal |
| ---- | ------------- |
| 1991 | 1504          |
| 2001 | 1464          |

## Geografie
De gemeente ligt op ongeveer 705 m boven zeeniveau.
Greccio grenst aan de volgende gemeenten: Contigliano, Cottanello, Rieti, Stroncone (TR).
Accumoli · Amatrice · Antrodoco · Ascrea · Belmonte in Sabina · Borbona · Borgo Velino · Borgorose · Cantalice · Cantalupo in Sabina · Casaprota · Casperia · Castel Sant'Angelo · Castel di Tora · Castelnuovo di Farfa · Cittaducale · Cittareale · Collalto Sabino · Colle di Tora · Collegiove · Collevecchio · Colli sul Velino · Concerviano · Configni · Contigliano · Cottanello · Fara in Sabina · Fiamignano · Forano · Frasso Sabino · Greccio · Labro · Leonessa · Longone Sabino · Magliano Sabina · Marcetelli · Micigliano · Mompeo · Montasola · Monte San Giovanni in Sabina · Montebuono · Monteleone Sabino · Montenero Sabino · Montopoli di Sabina · Morro Reatino · Nespolo · Orvinio · Paganico Sabino · Pescorocchiano · Petrella Salto · Poggio Bustone · Poggio Catino · Poggio Mirteto · Poggio Moiano · Poggio Nativo · Poggio San Lorenzo · Posta · Pozzaglia Sabina · Rieti · Rivodutri · Rocca Sinibalda · Roccantica · Salisano · Scandriglia · Selci · Stimigliano · Tarano · Toffia · Torri in Sabina · Torricella in Sabina · Turania · Vacone · Varco Sabino
1. ↑  https://demo.istat.it/?l=it.